# Ridley Pearson
Pour les articles homonymes, voir Pearson.
Ridley Pearson, né le 13 mars 1953 à Glen Cove, est un écrivain américain, auteur de romans à suspense pour adultes et de romans d'aventures pour la jeunesse.

## Biographie
Ridley Pearson grandit dans le Connecticut et fait ses études supérieures à l'université du Kansas et à l'université Brown. Il commence à écrire des romans à suspense au milieu des années 1980 après avoir d'abord travaillé dans le milieu musical. Ses romans à suspense les plus connus sont Undercurrents (1988), dont la lecture a aidé un procureur à résoudre une affaire de meurtre, Chain of Evidence (1995), qui évoque la possible existence d'un gène du crime ce qui a suscité une controverse, et Beyond Recognition (1997), sur des empoisonnements impliquant une technologie de pointe.
Il a également écrit le roman The Diary of Ellen Rimbauer: My Life at Rose Red (2001), sous le pseudonyme du Dr Joyce Reardon et présenté sous la forme d'un journal, à la demande des producteurs de la mini-série Rose Red, diffusée quelques mois après la sortie du livre. Ce roman a occupé la première place de la New York Times Best Seller list et sa popularité a inspiré par la suite le tournage d'une préquelle à Rose Red, appelée Le Journal d'Ellen Rimbauer.
À partir de 2004, il coécrit avec Dave Barry une série de romans, Peter and the Starcatchers, qui reviennent sur la jeunesse de Peter Pan. La série obtient un gros succès commercial. À partir de 2008, il écrit en outre une autre série de romans de littérature d'enfance et de jeunesse, The Kingdom Keepers, dont l'action se déroule dans des parcs à thème Disney.
Il vit à Saint-Louis avec sa femme Marcelle, et a deux filles, Paige et Storey.